# Ducat

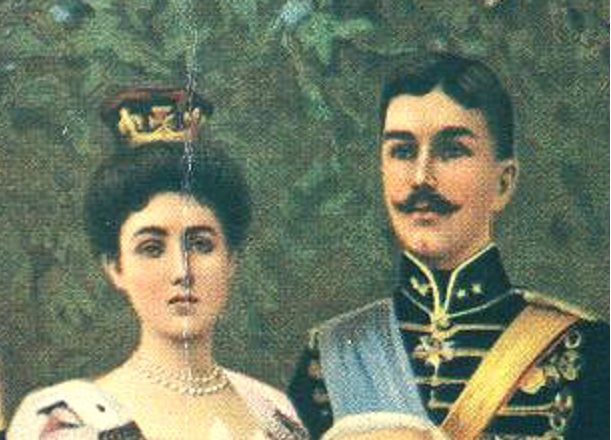
Ducele și ducesa de la Scania în 1905

Ducatul este un teritoriu sau un fief guvernat de un duce. Termenul de ducat este folosit aproape exclusiv în Europa, unde în zilele noastre nu mai există nici un ducat suveran (* cu exceptia Marelui Ducat de Luxemburg).
În triburile germane, conducătorii tribali și prinții erau uneori numiți duce. În regatul franc, merovingienii au încercat să transforme ducele în funcționari ai monarhului care au fost responsabili de administrarea unui anumit teritoriu. Carol cel Mare a desființat ducatul și a introdus posturile de grof dar, după prăbușirea imperiului său, o serie de conducători feudali din Germania, Franța și Italia au dat titluri ducale, dându-le posesiunile statutul de ducate. Deseori, ducatul cum ar fi burgunzii sau bavarezii, ocupa un teritoriu foarte mare. Mai târziu, într-o serie de cazuri ducatul cu aprobarea împăratului sau a papalului, putea dobândi statutul de regate sau dimpotrivă, alte entități de stat să se ridice la statutul de ducat.
În Franța, cea mai mare parte a ductelor suverane a fost abolită în perioada formării unei monarhii absolute în secolele 16-17, ultimul ducat oficial suveran a dispărut odată cu revoluția din 1790. În Italia, ultimele ducate au fost Modena și Parma, care au aderat în 1860 la statul italian unificat. În Germania, ducatul și marele ducat au fost proclamate republici și în final, au devenit parte a unui singur stat după revoluția din 1918. Ducatul Baltic Unit pe teritoriul Estoniei și Letoniei de astăzi, care a fost înființat oficial în 1918 și lichidat împreună cu toate monarhiile Imperiului German, a devenit ultimul ducat.
În prezent, singurul ducat de stat din lume este Marele Ducat al Luxemburgului, care în 1867 a primit statutul de stat complet suveran.

## Exemple
În mod tradițional, un marele ducate, cum ar fi Luxemburg sau Toscana (1569-1860), erau, în general, independente și suverane. Au existat, de asemenea, multe dovezi suverane sau semi-suverane în confederația de facto Sfântul Imperiu Roman (961-1806) și în zonele de limbă germană.
În Franța, în perioada medievală au existat numeroase ducate, printre care se numără Normandia, Burgundia, Bretania și Aquitaine.
Ducatele germane de origine (germană: Stammesherzogtum, literal "ducat tribal", titlul oficial al conducătorului său fiind Herzog sau "ducele" (literal „cel care conduce trupele”) au fost asociate cu regatul franc și corespundeau zonelor de așezare a marilor triburi germane. Ei au format nucleele marilor state feudale care au cuprins perioada timpurie a Sfântului Imperiu Roman al națiunii germane (961-1806; în germană: Heiliges Römisches Reich Deutscher Nation). Acestea au fost Schwaben (Swabia, în principal actualul stat german Baden-Württemberg), Bayern (Bavaria) și Sachsen (Saxonia) în vremurile precarolingene, la care Franken (Franconia, în prezent partea nordică a statului german din Bavaria) și Lothringen (Lorraine, în prezent cea mai mare parte a Franței) au fost adăugate în epoca post-carolingiană.

## Lista ducatelor mari

### Actual
- Marele Ducat al Luxemburgului

### Istoric
- Marele Ducat al Badenului
- Marele Ducat al Finlandei
- Marele Ducat al Hessei
- Marele Ducat al Lituaniei
- Marele Ducat de Mecklenburg-Schwerin
- Marele Ducat de Mecklenburg-Strelitz
- Marele Ducat al Moscovei (numit de Marele Principat al Moscovei)
- Marele Ducat de Oldenburg
- Marele Ducat de Saxa-Weimar-Eisenach (Marele Ducat de Saxonia din 1877)
- Marele Ducat al Toscanei

## Lista ducatelor

### Anatolia

Harta Turciei, sfârșitul sec. al XIV-lea

- Eretnids
- Ramazanids
- Karamanids
- Beyliks din Canik
- Jandarids
- Ahis
- Eshrefids
- Dulkadirids
- Teke
- Hamidids
- Germiyanids
- Menteshe
- Sarukhanids
- Karasids
- Ottomans

### Țările Baltice
- Ducatul Curlandei și Semigaliei
- Ducatul Estoniei
- Ducatul Livonia
- Ducatul Baltic Unit

### Croația
- Ducatului Panoniei
- Ducatul Croației
- Narentines
- Ducatul Poljica

### Danemarca
- Schleswig
- Ducatul Holstein (în mod oficial parte a Sfântului Imperiu Roman)

### Anglia
- Ducatul de Cornwall
- Ducatul Lancaster

### Franța
- Ducatul Anjou
- Ducatul de Aquitania
- Ducatul de Berry
- Ducatul de Bourbon
- Ducatul de Bretania
- Ducatul Burgundia
- Ducatul Normandiei
- Ducatul de Orléans

### Georgia
- Ducatul Aragvi
- Ducatul Kldekari
- Ducatul Ksani
- Ducatul Tskhumi
- Ducatul de Racha

### Napoli
- Prințul din Belmonte
- Puglia și Calabria
- Ducatul Sora

### Polonia
- Ducatul Prusia
- Ducatul Varșoviei

### Imperiul Roman
- Ducatul Alsaciei
- Ducatul Austriei
- Ducatul Bavariei
- Ducatul Boemiei
- Ducatul Brabant
- Ducatul Bremen
- Ducatul Brunswick
- Ducatul Carintia
- Ducatul Carniola
- Ducatul Franconiei
- Ducatul Gelders
- Ducatul Holstein
- Ducatul Lauenburg
- Ducatul Limburg
- Ducatul Lorraine de Sus
- Ducatul Lorraine de Jos
- Ducatul Luxemburgului (Marele Ducat din 1815)
- Ducatul Magdeburg
- Ducatul Mecklenburg
- Ducatul Oldenburg
- Ducatul Pomerania
- Ducatul Salzburg
- Ducatul Savoia
- Ducatul Saxoniei
- Ducatul Schleswig
- Ducatul Styria
- Ducatul Swabia
- Ducatul Thuringia
- Ducatul Westfalia
- Ducatul Württemberg

Următoarele ducate făceau parte din Regatul medieval al Italiei (să se confunde cu Regatul modern al Italiei (1860-1945)), care însuși făcea parte din Sfântul Imperiu Roman:
- Ducatul Milanului
- Ducatul de Mantua
- Ducatul Sabbioneta
- Ducatul de Montferrat
- Ducatul Parmei
- Ducatul Guastalla
- Ducatul Modena și Reggio
- Ducatul Mirandola
- Ducatul Florența, apoi Marele Ducat al Toscanei (1569-1860)
- Ducatul Massa
- Ducatul Spoleto

### Spania
- Ducatul de Ahumada
- Ducatul de Aliaga
- Dugatul de Amalfi
- Dugatul de Cardona
- Dugatul de Escalona

### Suedia
- Ducatul Västergötland
- Ducatul Värmland
- Ducatele Gästrikland și Hälsingland unificate
- Ducatul Östergötland
- Ducatul Gotland
- Ducatul Ångermanland
- Ducatul Skåne
- Ducatul Södermanland
- Ducatul Dalarna
- Ducatul Blekinge

### Alte ducaturi existente sau istorice
- Ducatul Francilor
- Ducatul Gasconia
- Ducatul Limburg
- Ducatul Livonia
- Marele Principat Sârbesc
- Ducatul Vasconia
- Ducatul Atena
- Ducatul Pakualaman
- Ducatul Mangkunegaran